# Hendrik I van Stade
Hendrik I van Stade bijgenaamd de Lange (circa 1065 - 27 juni 1087) was van 1082 tot aan zijn dood graaf van Stade en markgraaf van de Noordmark. Hij behoorde tot het huis der Udonen.

## Levensloop
Hendrik I was de oudste zoon van Lothar Udo II, graaf van Stade en markgraaf van de Noordmark, uit diens huwelijk met Oda, dochter van graaf Herman III van Werl. In 1082 volgde hij zijn vader op in Stade en de Noordmark.
Hij huwde met Eupraxia van Kiev (1070-1109), dochter van grootvorst Vsevolod I van Kiev. Volgens historicus Christian Raffensperger wilde Hendrik met dit huwelijk Saksen en Kiev dichter bij elkaar brengen. Een andere theorie is dat het huwelijk werd gearrangeerd door zijn tante Oda, een halfzus van zijn vader die gehuwd was met grootvorst Svjatoslav II van Kiev.
Hendrik I van Stade stierf in 1087, zonder nakomelingen na te laten. Hij werd in de Noordmark opgevolgd door zijn jongere broer Lothar Udo III.